# Miroslava Drachovská-Šimanová
Miroslava Drachovská-Šimanová (24. listopadu 1918, Jemnice – 28. března 1961 u Norimberku při letecké nehodě) byla česká botanička, fytopatoložka, pedagožka a publicistka.

## Biografie
Miroslava Šimanová se narodila v Jemnici v roce 1918, jejím otcem byl pedagog lesnické školy a pozdější ředitel podníku Československé státní lesy Karel Šiman, v roce 1937 absolvovala gymnázium v Dušní ulici v Praze a následně nastoupila na Vysokou školu zemědělského a lesního inženýrství při ČVUT. Studium musela přerušit po začátku druhé světové války a v roce 1939 nastoupila do zemědělských závodů v Marianovicích a posléze v Kostelci nad Ohří. V roce 1940 přešla do Státních výzkumných ústavů zemědělských v Dejvicích. Následně se po válce vrátila na vysokou školu a v roce 1946 absolvovala, poté nastoupila do Výzkumného ústavu cukrovarnického ve Střešovicích. V roce 1949 získala titul doktora přírodních věd a v roce 1952 pak získala titul doktora technických věd a také byla jmenována docentkou na Fakultě potravinářské technologie Vysoké školy chemicko-technologické v Praze.
Zemřela při letecké nehodě letu 511 Iljušinu Il-18 ČSA s imatrikulací OK-OAD nedaleko Norimberku, let mířil z Prahy přes Curych do Konakry.

## Dílo
Věnovala se primárně cukrové řepě nebo imunologii rostlin. Přednášela na Přírodovědecké fakultě UK v Praze a také na Vysoké škole zemědělské, věnovala se také onemocněním cukrové řepy. Působila v komisích Československé akademie věd, byla členkou Československé botanické společnosti, Československé entomologické společnosti, Československé společnosti biochemické a Mezinárodního institutu pro výzkum cukrové řepy v Bruselu.
V dubnu roku 1957 obdržela Řád práce.